# Krista Phillips
Krista Lynn Phillips (Saskatoon, 18 maggio 1988) è un'ex cestista canadese.

## Carriera
Con il Canada ha disputato i Giochi olimpici di Londra 2012), i Campionati mondiali del 2010 e due edizioni dei Campionati americani (2011, 2013).